# Campeonato Gaúcho de Futebol de 2000 - Série A
O Campeonato Gaúcho de Futebol de 2000, foi a 80ª edição da competição no Estado do Rio Grande do Sul. Neste ano houve uma homenagem ao Rio Grande, pois o clube de futebol mais antigo do país completava 100 anos. A equipe foi convidada a participar neste ano da primeira divisão. E o campeonato foi chamado de Copa Sport Club Rio Grande - Um Século de Futebol.
A disputa  teve início em 23 de janeiro e o término em 21 de junho de 2000. O campeão deste ano foi o Caxias, que venceu o Grêmio na final por 3–0 na ida e garantiu o título com um 0–0 na volta.

## Participantes
| - Avenida (Santa Cruz do Sul) - 5ª - Caxias (Caxias do Sul) - 39ª - Esportivo (Bento Gonçalves) - 30ª - Grêmio (Porto Alegre) - 58ª - Guarani-VA (Venâncio Aires) - 10ª - Internacional (Porto Alegre) - 56ª - Inter-SM (Santa Maria) - 32ª - Juventude (Caxias do Sul) - 38ª - Passo Fundo (Passo Fundo) - 22ª | - Pelotas (Pelotas) - 44ª - 15 de Novembro (Campo Bom) - 6ª - Rio Grande* (Rio Grande) - 15ª - Santa Cruz (Santa Cruz do Sul) - 31ª - Santo Ângelo (Santo Ângelo) - 11ª - São José-PoA(Porto Alegre) - 16ª - São Luiz (Ijuí) - 14ª - Veranópolis (Veranópolis) - 7ª |

```
 * 
Retornou à Segunda divisão, pois era apenas convidado
```

## Primeira fase
| Grupo 1 | Grupo 1              | Grupo 1 | Grupo 1 | Grupo 1 | Grupo 1 | Grupo 1 | Grupo 1 | Grupo 1 | Grupo 1 |
| Pos.    | Equipes              | Pts     | J       | V       | E       | D       | GP      | GC      | SG      |
| ------- | -------------------- | ------- | ------- | ------- | ------- | ------- | ------- | ------- | ------- |
| 1       | Esportivo            | 26      | 12      | 7       | 5       | 0       | 18      | 7       | 11      |
| 2       | Caxias               | 18      | 12      | 5       | 3       | 4       | 19      | 15      | 4       |
| 3       | São José-RS          | 18      | 12      | 4       | 6       | 2       | 15      | 11      | 4       |
| 4       | Veranópolis          | 17      | 12      | 4       | 5       | 3       | 19      | 21      | −2      |
| 5       | Rio Grande           | 12      | 12      | 3       | 3       | 6       | 15      | 19      | −4      |
| 6       | Pelotas              | 10      | 12      | 2       | 4       | 6       | 10      | 15      | −5      |
| 7       | Inter de Santa Maria | 9       | 12      | 1       | 6       | 5       | 6       | 14      | −8      |

| Grupo 2 | Grupo 2        | Grupo 2 | Grupo 2 | Grupo 2 | Grupo 2 | Grupo 2 | Grupo 2 | Grupo 2 | Grupo 2 |
| Pos.    | Equipes        | Pts     | J       | V       | E       | D       | GP      | GC      | SG      |
| ------- | -------------- | ------- | ------- | ------- | ------- | ------- | ------- | ------- | ------- |
| 1       | 15 de Novembro | 22      | 12      | 7       | 1       | 4       | 24      | 19      | 5       |
| 2       | Passo Fundo    | 22      | 12      | 6       | 4       | 2       | 21      | 21      | 0       |
| 3       | Santa Cruz-RS  | 21      | 12      | 6       | 3       | 3       | 21      | 16      | 5       |
| 4       | Guarani-VA     | 20      | 12      | 6       | 2       | 4       | 27      | 18      | 9       |
| 5       | Santo Ângelo   | 18      | 12      | 5       | 3       | 4       | 23      | 19      | 4       |
| 6       | São Luiz       | 9       | 12      | 2       | 3       | 7       | 16      | 30      | −14     |
| 7       | Avenida        | 5       | 12      | 1       | 2       | 9       | 14      | 24      | −10     |

### Finais
| 14 de junho | Caxias                                      | 3 – 0 | Grêmio | Centenário, Caxias do Sul |
|             | Gil Baiano 44' · Ivair 48' · Márcio Han 68' |       |        | Público: 15 185 (13 369 pagantes) Renda: R$ 102.961,50 Árbitro: Carlos Eugênio Simon Auxiliares: Altemir Haussmann e Júlio César Santos |

- Caxias: Gilmar; Jairo Santos, Émerson, Paulo Turra e Sandro Neves; Ivair (Cláudio), Titi, Gil Baiano e Maurício (Márcio); Jajá (Moreno) e Adão. Técnico: Tite.
- Grêmio: Sílvio; Marinho, Alex Xavier e Nenê; Ânderson Lima, Ânderson Polga, Gavião (Guilherme), Zinho e Roger (Jê); Ronaldinho Gaúcho e Adriano (Amato). Técnico: Antônio Lopes.

| 21 de junho | Grêmio | 0 – 0 | Caxias | Olímpico Monumental, Porto Alegre                                                                                 |
|             |        |       |        | Público: 24 326 Renda: R$ 193.174,00 Árbitro: Carlos Eugênio Simon Auxiliares: José Carlos Oliveira e André Veras |

- Grêmio: Sílvio; Ânderson Lima, Marinho, Alex Xavier e Roger; Ânderson Polga (Eduardo Costa), Itaqui (Beto), Zinho e Ronaldinho Gaúcho; Cláudio Pitbull e Amato. Técnico: Antônio Lopes.
- Caxias: Gilmar; Jairo Santos, Émerson, Paulo Turra e Sandro Neves; Ivair, Titi (Cláudio), Gil Baiano e Márcio; Jajá (Delmer) e Adão (Luciano Araújo). Técnico: Tite.

## Artilheiros
- 13 gols: Felipe (Passo Fundo)
- 11 gols: Ronaldinho Gaúcho (Grêmio)
- 10 gols: Ernestina (Guarani)

## Campeão
| Gauchão 2000 - Campeão |
| ---------------------- |
| Caxias 1º título       |

## Campeão do Interior
| Campeão do Interior de 2000 |
| Caxias do Sul               |
| --------------------------- |
| Caxias 9º título            |

## Segunda Divisão
Campeão: Novo Hamburgo (Novo Hamburgo)
Vice-campeão: São Paulo (Rio Grande)

## Terceira Divisão
Campeão: Gaúcho (Passo Fundo)
Vice-campeão: Grêmio Santanense (Santana do Livramento)